# ラスト・フェイス
『ラスト・フェイス』（原題:The Last Face）は2016年に公開されたアメリカ合衆国のドラマ映画である。監督はショーン・ペン、主演はシャーリーズ・セロンとハヴィエル・バルデムが務めた。本作は日本国内で劇場公開されなかったが、2017年11月17日にDVDが発売された。

## 概略
レン・ピーターソンはアフリカ西部で貧困層に医療サービスを提供するための環境整備に尽力していた。その活動は亡くなった父親が始めたものであった。レンはその仕事にやりがいを見出してはいたが、自分が父親ほどの業績を上げられていないことを気にしていた。そんなある日、レンは外科医のミゲル・レオンと出会った。ミゲルは内戦地域で困窮した人々の治療に当たっていた。やがて、2人は恋仲になったが、ミゲルの過去が2人の関係に暗い影を落とすことになった。

## キャスト
- シャーリーズ・セロン - レン・ピーターソン
- ハヴィエル・バルデム - ミゲル・レオン
- アデル・エグザルホプロス - エレン
- ジャン・レノ - ラヴ医師
- ジャレッド・ハリス - ジョン・ファーバー医師
- シボンジレ・ムランボ - アサッツ

## 製作
2014年4月10日、ショーン・ペン監督の新作映画にシャーリーズ・セロン、ハヴィエル・バルデム、アデル・エグザルホプロスが出演するとの報道があった。8月1日、本作の主要撮影が南アフリカ共和国のケープタウンで始まった。

## 公開
2016年5月20日、本作は第69回カンヌ国際映画祭でプレミア上映されたが、上映終了後にはブーイングが飛び交った。9月8日、サバン・フィルムズが本作の全米配給権を購入したと報じられた。2017年6月27日、本作のオフィシャル・トレイラーが公開された。

## 評価
本作は批評家から酷評されている。映画批評集積サイトのRotten Tomatoesには44件のレビューがあり、批評家支持率は5%、平均点は10点満点で2.5点となっている。サイト側による批評家の見解の要約は「『ラスト・フェイス』の高尚な製作意図は根本的に見当違いなストーリーとはかけ離れている。同作にはアフリカの人々を救いたいという思いが込められているが、そのストーリーは思いを台無しにしている。」となっている。また、Metacriticには20件のレビューがあり、加重平均値は16/100となっている。